# Portico
Portico: är en EP av den svenska indiepop-gruppen The Mary Onettes, utgiven 3 mars 2014 på skivbolaget Labrador.
Portico: följde upp 2013 års studioalbum Hit the Waves. Allmusic jämförde Portico:s upptempolåtar med New Order. Albumet utgavs på CD, vinyl och digitalt. Vinylutgåvan utkom den 8 april 2014.

## Låtlista
1. "Silence Is a Gun" – 3:44
2. "Naive Dream" – 3:32
3. "Ritual Mind" – 4:07
4. "Everything Everything" – 3:36
5. "Your Place" – 3:35
6. "Bells for Stranger" – 5:39
7. "Portico: 2014" – 2:58

## Mottagande
Allmusic gav EP:n betyget 3,5/5. Recensenten Tim Sendra menade att låten "Silence Is a Gun" är en av gruppens bästa låtar någonsin. Sendra skrev att Hit the Waves (2013) är gruppens bästa album någonsin, men uttryckte även att Portico: är steg åt rätt håll i bandets utveckling som visar att Hit the Waves inte bara var en tillfällighet.